# 丹德吕德市镇

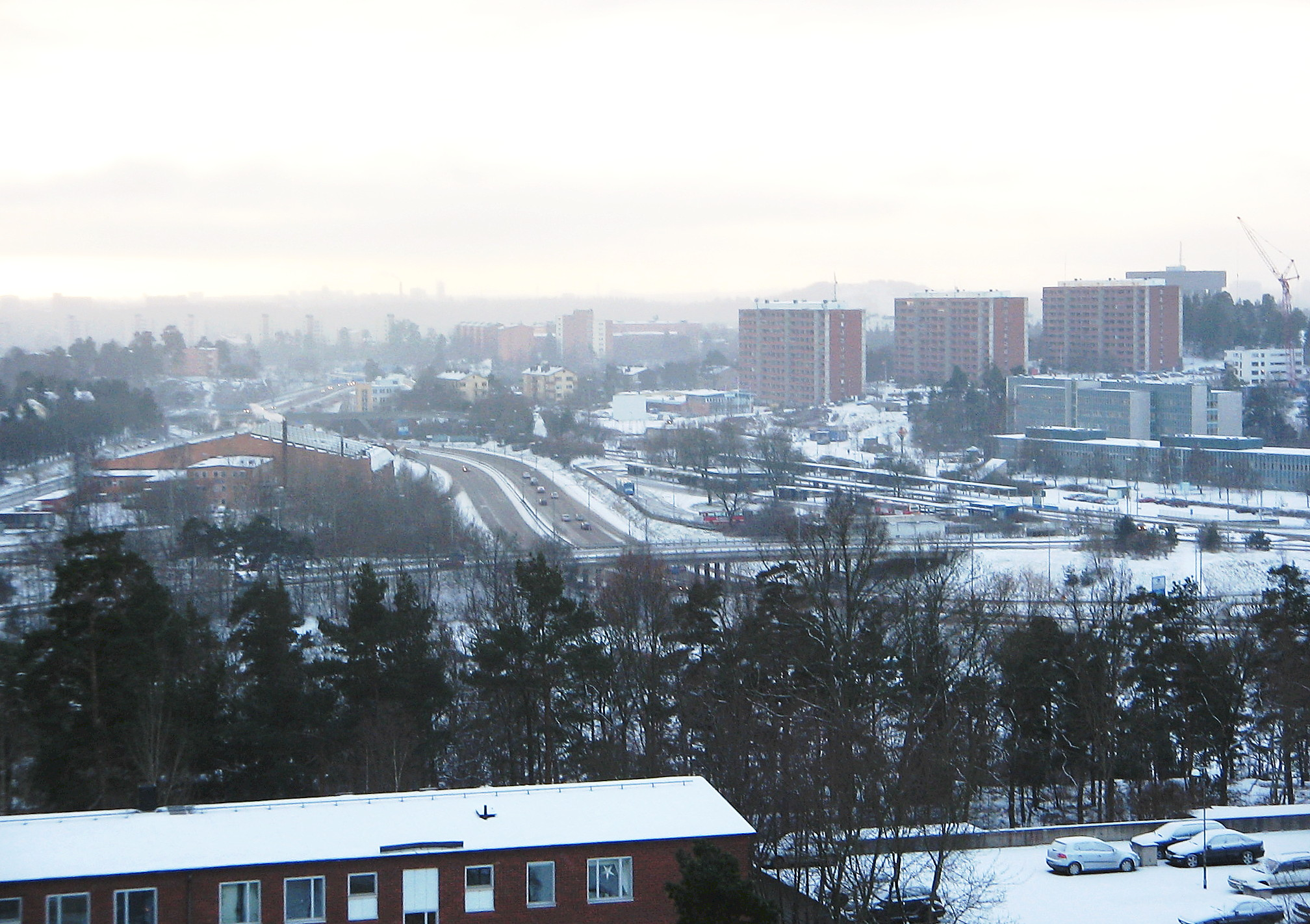
丹德吕德一处，2006年

丹德吕德市镇（瑞典語：Danderyds kommun）是瑞典中东部斯德哥尔摩省的一个市镇。丹德吕德是瑞典最小的市镇之一，但同时也是最富裕的市镇之一。其治所位于于什霍尔姆城。